# Evolve (videojuego)
Evolve (en español Evolucionar) es un videojuego perteneciente al género de ciencia ficción, con acción en primera persona y cooperativo desarrollado por la empresa Turtle Rock Studios. Primero fue revelado por su nombre en diciembre de 2012 en la declaración de quiebra de la ex editora THQ, que sería publicado por 2K Games y fue lanzado para Xbox One, Microsoft Windows y PlayStation 4, el 10 de febrero de 2015.

## Requisitos del sistema

### Requisitos mínimos
- Sistema operativo: Windows 7 64-bit
- Procesador: Intel Core 2 Duo E6600 / AMD Athlon 64 X2 6400
- Memoria: 4GB RAM
- Tarjeta gráfica de NVIDIA: GeForce GTX 560
- Tarjeta gráfica de ATI: Radeon HD 5770
- Memoria de vídeo: 1GB
- Disco duro: 50GB

### Requisitos recomendados
- Sistema operativo: Windows 7 64-bit
- Procesador: Intel Core i7-920 / AMD A8-3870K
- Memoria: 6GB RAM
- Tarjeta gráfica de NVIDIA: GeForce GTX 670 o GTX 760
- Tarjeta gráfica de ATI: Radeon R9 280
- Memoria de vídeo: 2GB
- Disco duro: 50GB

## Modo de juego
Evolve es un videojuego cooperativo en el que cuatro jugadores humanos cazan a un monstruo alienígena, controlado por un quinto jugador. Los monstruos y los cazadores pueden utilizar habilidades únicas durante el juego. El jugador monstruo puede matar a otras criaturas más pequeñas y devorarlas para evolucionar, hacerse más fuerte y obtener blindaje, entrando en una etapa de capullo, dejándolo vulnerable por un corto período. El juego cuenta con una variedad de mapas. Hay varios mapas y potenciadores que pueden ser tomados por ambos, cazadores y jugadores monstruo a través de matar a la fauna local. los cazadores alcanzan la victoria si matan al monstruo o hacen el objetivo del modo de juego, mientras que el monstruo gana si mata a los cuatro cazadores, o completar un objetivo secundario, tales como la destrucción de una base humana o el grupo motopropulsor. Los cazadores se componen de cuatro clases: un cazador, un soporte, un médico, y una clase de asalto. Cada clase contiene una variedad de diferentes cazadores con diferentes estilos de juego. El jugador monstruo también podrá elegir entre una variedad de monstruos que son el "Goliath", "Kraken", "Espectro" ,"Begimo" y la "Gorgona". El juego también cuenta con un modo campaña, en el que los cazadores afectarán al entorno para ganar o perder como si el monstruo destruye la central nuclear en la siguiente partida habrá nubes radioactivas que dañaran a los cazadores o si los cazadores ganan las torretas se mejorarán y dañaran al monstruo estos solo son dos ejemplos pero hay muchos más.
Hay 5 modos de juego disponibles en Evolve, estos son: 
Caza: Los cazadores deben encontrar y matar al monstruo antes de que el los mate, los cazadores ganan si matan al monstruo, y el monstruo gana si destruye el relé de potencia o mata a todos los cazadores.
Nido: Los cazadores deberán destruir los huevos del monstruo o matarlo, y el monstruo debe protegerlos durante el tiempo restante o matar a los cazadores, y el monstruo podrá incubar un huevo para que un monstruo de fase 1 luche a su lado.
Rescate: Los cazadores deben encontrar a los supervivientes y llevarlos a la nave de evacuación, o matar al monstruo, y el monstruo deberá matar a los supervivientes o matar a los cazadores.
Defensa: El monstruo empieza en la fase 3, y los cazadores deben defender la nave de evacuación durante el tiempo restante o matar al monstruo, el monstruo junto a sus secuaces deberá destruir la nave, pero no importa si todos los cazadores mueren reaparecerán después.
Cúpula: Los cazadores y los monstruos luchan a muerte en una serie de batallas dentro de cúpulas móviles, y esta no desaparece hasta que un equipo elimine al otro, la ronda termina cuando un equipo gane la mayoría de partidas, en el modo cúpula los monstruos empiezan en fase 2

### Monstruos
Goliath
El Goliath es una bestia muy poderosa en el combate cuerpo a cuerpo, posee las habilidades de aliento flamígero, escupe llamas y quema a todos los enemigos qué las llamas alcancen, lanzarrocas, en la que lanza una enorme roca e inflige mucho daño en área, golpe con salto, el Goliath salta y da un golpe al suelo infligíendo daño de área, carga, el Goliath corre a gran velocidad hacia los enemigos derribandolos y dañandolos en línea.
Goliath tiene la habilidad de trepar casi cualquier superficie, y tiene la habilidad de saltar grandes distancias desde terrenos altos, lo que lo hace un escapista muy efectivo.
Kraken
El Kraken es letal desde lo alto, es un monstruo que ataca desde el aire. Sus habilidades son para larga distancia, ataque rayo, que libera una poderosa descarga eléctrica, las minas banshee, que atacan a los cazadores cercanos, con su habilidad secuelas, inflige mucho daño necesita acercarse a sus enemigos, el vórtice que tumba e inflige daño a los cazadores.
El Kraken puede volar con las descargas de aire, así puede atacar desde lejos
Espectro
El espectro es un asesino letal que destaca en el arte del engaño, y a diferencia de los demás monstruos no camina sino flota, sus habilidades le permiten golpear con gran fuerza y correr hasta desaparecer de la vista de los cazadores, sus habilidades son más que todo para asesinar a sus enemigos cazadores sin ser visto pero tiene una salud muy baja y poco blindaje, con su Señuelo puede confundir al enemigo, o puede escapar en modo invisible dejando una copia que hace daño,  otra habilidad es la descarga de teletransporte que se lanza a gran velocidad, explotando una honda de energía de su cuerpo dañando a todos los cazadores a su alrededor, también tiene la habilidad Secuestro, en la que se teletransporta para agarrar a un enemigo en su trayectoria y volver con el a su posición de antes, Supernova que es la habilidad más potente de Espectro ataca a una gran velocidad con ataques fieros en área que dañan a los enemigos que ella está pegando y a los cercanos.
Espectro posee la habilidad pasiva de teletransportarse a una corta distancia, también puede escabullirse entre el terreno sin ser visto.
Bégimo
El Bégimo es enorme, muy pesado y tiene una fuerza descomunal, es el más lento de los monstruos y lo contrarresta con sus habilidades para controlar el movimiento de sus enemigos, las bombas de lava hacen un gran charco de lava que hace daño, fisura se desplaza por el suelo abrasando todo lo que se cruce en su camino, lengüetazo arrastra a un cazador o animal a la posición del monstruo, muro de piedra levanta una enorme barrera de rocas para protegerse o aislar a un cazador.
A diferencia de los demás monstruos, el Bégimo por ser pesado no puede volar o saltar en vez de eso rueda y daña todo lo que se le cruce. 
Gorgona
La Gorgona es una luchadora indirecta y experta en emboscadas, tiene la apariencia de una araña gigante, lazo de telaraña, que ralentiza y envenena todo lo que toca, saliva ácida lanza ácido a los enemigos y deja charcos de ácido los enemigos que pisen el charco sufrirán daños, imitación es como una bomba andante ataca a los cazadores y explota cuando el tiempo se acaba, si recibe mucho daño o si pulsas el botón de habilidad por segunda vez, las arañas trampas arrastran a los cazadores e infligen daño, la gorgona puede hacer una telaraña y pegarse a la pared para esconderse, para saltar sobre un enemigo o para ejecutar ataques sorpresa.
La gorgona puede lanzarse con acrobacia lanza una telaraña y jala para impulsarse.
Goliath Meteoro
Es como el Goliath normal pero todos los ataques, lanzarrocas, carga, golpe con salto, ataques cuerpo a cuerpo, todos hacen arder a sus enemigos y el aliento flamígero cambia a color azul,y a diferencia del Goliath común es de color azul y tiene cuernos.
Kraken anciano
Es otra especie de Kraken y a diferencia del Kraken normal, es de color rojo con un círculo azul en su frente, y es cuerpo a cuerpo, el ataque de rayo es un poco más potente que el del Kraken normal pero no se puede mover, cadena de rayos inflige daño encadenado a objetivos con cada objetivo el daño aumenta, misil banshee dispara un proyectil que explota e inflige daño en área, espiral de la muerte, crea una enorme pared que daña a los enemigos en su radio.
El Kraken anciano tiene tiempo de vuelo reducido y mayor movilidad y no puede atacar a distancia
Bégimo glacial
Es otra especie de Bégimo que es de hielo a diferencia del Bégimo normal es de color azul con un aspecto congelado, escarcha asesina lanza una bomba de hielo que ralentiza y daña a los enemigos en su radio de explosión, lanza de hielo da un lengüetazo helado que congela a un objetivo pero no lo atrae, congelación profunda lanza mini-fisuras de hielo que ralentizan a los enemigos, monolito congelado levanta un monolito congelado que daña a los enemigos y los ralentiza.
El Bégimo glacial también puede rodar pero deja hielo en lugar de fuego.

## Desarrollo
En mayo de 2011, THQ adquirió los derechos de publicación de un juego de disparos en primera persona sin título está siendo desarrollado por Turtle Rock Studios, a continuación, que se publicará en 2013. THQ Danny Bilson cabeza estaba entusiasmado con el proyecto, comentando que "Esos chicos son muy inteligentes . eran el equipo de Left 4 Dead y que fue muy divertido. salvaje de esta uno. no puedo esperar a compartir eso. la gente va a volver loco. es el diseño más bien pensado desde el principio que he visto . "En octubre de 2011, una oferta de empleo y la posterior post en Twitter por el estudio confirmaron que el juego era, en la época, construido sobre el CryEngine 3.
En diciembre de 2012, THQ se acogió al Capítulo 11 de bancarrota; el juego apareció bajo el título El paso a la presentación de THQ, que se describe como un "co-op multijugador juego de acción". [7] Los derechos de publicación a Evolve fueron adquiridos por [[2K Games para EE. UU. $ 10.8 millones en la subasta como resultado de los activos de THQ. 
El tema 02 2014 de Game Informer publicó un artículo de portada que dio a conocer oficialmente Evolve y los primeros detalles importantes sobre el juego, junto con el anuncio de que iba a ser liberada para Microsoft Windows, PlayStation 4 y Xbox One a finales de 2014. Pre -pedidos para el juego que comenzó el 14 de enero de 2014; aquellos que pre-ordenar recibirá un personaje DLC gratuito y una piel salvaje Goliat.  Turtle Rock Studios también ha anunciado que habrá más de un "monstruo" en el lanzamiento. El 22 de mayo de 2014, Turtle Rock Studios ha anunciado un novedoso conjunto de cazadores llamado Lázaro, Cubo, Maggie, y Hyde. Todos ellos cuentan con nuevas habilidades y armas. Turtle Rock Studios también ha anunciado un nuevo mapa llamado "La Presa". 
En el E3 2014, 2K Games revelado un totalmente nuevo monstruo, el "Kraken". Uno de estos monstruos habilidades está volando. También en el E3 2014, 2K ha anunciado que habrá tres monstruos más en el lanzamiento junto con más de una docena de mapas y 12 caracteres más. Pero 2K también confirmó que habrá múltiples paquetes de contenido descargable para ampliar el juego después de haberlo publicado.

## Lanzamiento
Cuando Evolve se filtró en los documentos judiciales de THQ, se esperaba que el juego se lanzaría en su año fiscal 2015. La asociación entre las dos compañías fue revelada el 26 de mayo de 2011, y el juego fue revelado por la revista de juegos Game Informer el 7 de enero de 2014. Se anunció que el juego se lanzaría para Microsoft Windows, PlayStation 4 y Xbox One a nivel mundial el 21 de octubre de 2014. Sin embargo, 2K más tarde decidió extender el marco de tiempo de desarrollo de Evolve, para permitir a Turtle Rock pulir aún más el juego, así como para "realizar plenamente la visión de Evolve ". Como resultado el lanzamiento de Evolve se retrasó hasta el 10 de febrero de 2015.
Antes del lanzamiento, el público en general había probado el juego varias veces. Una versión alfa de Evolve, llamada 'Big Alpha' fue lanzada para Xbox One el 31 de octubre de 2014, La versión alfa de Evolve fue originalmente lanzada para PlayStation 4 un día después, el 31 de octubre de 2014, pero se retrasó hasta el 3 de noviembre de 2014 debido a problemas técnicos relacionados con la actualización de firmware de PS4. Como compensación, la duración de la demostración se extendió por un día y finalizó el 4 de noviembre de 2014 para todas las plataformas. Los jugadores pueden jugar como las cuatro clases de Cazadores, así como el Goliat y el Kraken en la versión alfa. [56]Turtle Rock esperaba que 100.000 personas participaran en el alfa. Turtle Rock expected 100,000 people to participate in the alpha. El equipo esperaba que a través de las pruebas alfa, pudieran probar la funcionalidad de los servidores del juego y hacer ajustes en el equilibrio del juego. Se realizaron pruebas beta abiertas de Evolve en Xbox One del 14 al 19 de enero de 2015. Se realizó una prueba limitada para PlayStation 4 y PC del 16 al 19 de enero de 2015. Los jugadores podrían jugar como los primeros ocho Cazadores o como Goliath o Kraken en la versión beta. El modo Evacuación también se agregó a la versión beta el 17 de enero de 2015.
Además de la edición estándar del juego, los jugadores podían comprar el Pase de temporada, Deluxe Edition y en PC el Monster Race Edition del juego. El pase de temporada cuenta con cuatro cazadores adicionales y un conjunto de pieles de "magma" para los Monstruos. La edición Deluxe presenta todo el contenido del pase de temporada, así como un nuevo monstruo llamado Behemoth. El PC Monster Race Edition, que es exclusivo para jugadores de PC, presenta el contenido de la Edición Deluxe , así como el quinto Monstruo y dos Cazadores adicionales. Después de esta versión de Evolve, un nuevo pase de temporada, llamado Evolve Hunting Pass 2 fue lanzado el 23 de junio de 2015. Presenta nuevas máscaras, cazadores y un nuevo monstruo.

### Otros medios
El 21 de enero de 2015, un juego móvil titulado Evolve: Hunter Quest apareció brevemente en la App Store de iOS y luego fue eliminado. El juego fue lanzado por 2K el 29 de enero de 2015 para dispositivos iOS, Android, Windows Phone y Fire OS. El videojuego es un videojuego de combinar fichas gratuito, y también sirve como una aplicación que funciona junto a Evolve. En Evolve: Hunter Quest, los jugadores combinan tres fichas del mismo color para desatar ataques contra los enemigos, rellenar las barras de energía para activar habilidades especiales de cazador, y ganar puntos de maestría para subir de nivel. Los puntos de maestría obtenidos en la aplicación se pueden aplicar a los personajes en el videojuego principal de Evolve en cualquier plataforma. Los jugadores que descargan la aplicación también pueden desbloquear una obra de arte única y ver repeticiones de partidas en línea desde una vista de arriba hacia abajo.
Evolve fue lanzado con varios artículos de mercadería. Patrocinado por Merchandise Monkey, la colección de la mercancías de Evolve incluye camisetas y diferentes figuras. Funko también hizo varios juguetes para Evolve, incluyendo figuritas de Markov, Val, Hank, Maggie y Goliath de 15 cm de alto, cada parte de los primeros personajes disponibles para un jugador. Una estatua de Goliat, de pie de 74 cm de altura, también estaba disponible para su compra.

### Post-lanzamiento
En una entrevista con Official Xbox Magazine, Ashton afirmó que Evolve tendría el "mejor soporte para contenidos descargables que nunca existió". Sin embargo, muchos de los paquetes de contenido descargable no están cubiertos por el pase de temporada de Evolve El 21 de noviembre de 2014, Phil Robb el cofundador de los estudios Turtle Rock había confirmado a IGN que todos los mapas DLC estarán libres de cargo. Robb afirmó que la razón para esto es para "permitir que las personas que no tienen el DLC jueguen contra aquellos que lo hacen, la única diferencia es que no pueden jugar como esos cazadores o monstruos". A pesar de que en Turtle Rock afirmaron que todos los mapas DLC serían gratuitos para todos los jugadores, la gran cantidad de DLC pagos, ha atraído críticas de los fanáticos que consideran que constituye una gran cantidad de contenido retenido deliberadamente para su venta. Algunos jugadores que compraron el juego escribieron críticas negativas para el juego en Steam, quejándose de la cantidad excesiva de contenidos descargables planificados. En Estudios Turtle Rock para contrarrestar esto, afirmaron que buscan que tanto contenido como sea posible se incluye con el juego principal, la única DLC que incluye contenido creado después de la finalización del desarrollo de Evolve. Para su lanzamiento, Evolve se lanzó con 44 diferentes paquetes de trajes DLC pagos. Se agregaron actualizaciones gratuitas al juego. El modo Observador se agregó el 31 de marzo de 2015, y el modo menos estratégico, el modo Arena, se presentó el 26 de mayo de 2015. Robb pensó que el formato del juego tiene el potencial de convertirse en un videojuego de los eSports. 2K expresó un entusiasmo similar, y agregó que asignarían recursos para desarrollar funciones centradas en los eSports para evolve, si los fanáticos del juego expresaran demandas por ello. Turtle Rock y 2K colaboraron con Electronic Sports League y Sony Pictures Entertainment para organizar un torneo especial, en el que los jugadores tienen que luchar contra Chappie, el robot protagonista de la película Chappie, en febrero de 2015. Un torneo llamado Pro-Am Tournament de Evolve tuvo lugar el 6 de marzo de 2015 durante el PAX East. Durante el torneo, se reveló que en el futuro de los eSport Evolve podría estar incluido. El 15 de junio de 2015, otro torneo fue organizado por la Electronic Sports League y 2K.
El 6 de julio de 2016, Turtle Rock anunció que el juego estaba en transición para convertirse en un juego gratuito bajo el título Evolve: Capítulo 2 debido a la controversia sobre los contenido descargables del juego y la recepción crítica mixta. La nueva versión introduce nuevos cambios, incluido un mayor tiempo de reaparición, búsquedas no clasificadas para jugadores casuales y cambios en las habilidades de los cazadores. Turtle Rock también prometió que los parches se lanzarían con más frecuencia y que la mayoría de los elementos presentados en el juego se desbloquearían simplemente jugando el juego. La versión alfa del capítulo 2 comenzará el 7 de julio de 2016, para PC, y será seguida por una versión beta en agosto del mismo año. A los jugadores que compraron el juego se les otorgará el estado de Fundadores, que les brinda artículos cosméticos exclusivos. En octubre de 2016, Turtle Rock anunció que finalizarían el soporte para el Evolve original, y que Evolve: Capítulo 2 no se lanzaría para consolas, pero los servidores del juego permanecerán en línea durante un "futuro previsible". Turtle Rock también reveló que fue decisión de 2K Games terminar el soporte para el juego.

## Recepción

### Prelanzamiento
Desde su anuncio inicial Evolve recibió una recepción en gran parte positiva de los críticos especializados. El juego fue nominado para seis premios diferentes en los Game Critics Awards, en las categorías de Mejor demostración, Mejor juego original, Mejor juego de consola, Mejor juego de PC, Mejor juego de acción y Mejor juego multijugador en línea. Ganó cuatro de ellos, y perdió los Premios al Mejor Juego Original que fue para No Man's Sky y el Mejor Juego de PC que fue para Tom Clancy's Rainbow Six: Siege. Evolve también fue nombrado el Mejor Juego, y el Mejor Juego de Consola de Xbox en Microsoft, el Mejor Juego para PC y el Mejor Juego Multijugador en Línea en la Gamescom del año 2014. El distribuidor 2K Games declaró que estos premios indicaban que Evolve podría convertirse en un título definitorio tanto para PlayStation 4 como para la Xbox One. Sin embargo, la controversia de causó la barra invertida de los clientes de los DLC, causó que el juego fuese criticado por servir como un marco de referencia para los lanzamientos de DLC.

### Post-lanzamiento
Evolve recibió críticas en su mayoría positivas. El sitio web de revisión de videojuegos Metacritic dio la versión de PlayStation 4 76/100 basado en 46 revisiones, la versión de Microsoft Windows obtuvo 77/100 basada en 38 revisiones, y la versión de Xbox One 74/100 basados en 31 revisiones. El juego recibió una barra invertida de los usuarios en Steam, debido a la cantidad excesiva de DLC vendidos en el primer día y al juego por ser demasiado caro.
La estructura asimétrica del juego recibió en su mayoría los elogios de los críticos. Vince Ingenito, de IGN, pensó que el sistema era inteligente y que habían entregado exitosamente una experiencia multijugador única para los jugadores. Agregó que el sistema es tácticamente profundo, y que la mecánica de la "evolución" lo salvó de ser artificiosa. Esto fue contradicho por Steven Strom de Ars Technica, quien afirmó que el juego en general era solo un "gran truco y poco más: algo que jugaremos durante un mes o dos, y no mucho más". Evan Lahti, de PC Gamer, elogió la estructura y la consideró la experiencia multijugador más comprimida desde el Titanfall de 2014. Añadió que esa estructura es algo que el género necesita.  En GameSpot Kevin VanOrd también apreció la estructura, que dijo que había hecho que todas las batallas se sintiesen 'viciosas e intensas'. Anthony LaBella de Game Revolution elogió la idea asimétrica y sintió que los distintos elementos del juego entre monstruos y cazadores introducen con éxito a Evolve en un público amplio. Sin embargo, señaló que tal estructura puede volverse repetitiva y aburrida para los jugadores después de meses de juego.  Jeff Marchiafava, de Game Informer, también sintió que la estructura era limitada, y que Evolve, incluso con todos los modos, no había ofrecido suficiente variedad y desafíos a los jugadores. Nic Rowan, de Destructoid, pensó que Evolve había presentado algunos de los mejores momentos que había tenido en un juego multijugador, pero sintió que estos momentos están demasiado alejados.
La mecánica de cazar a los Monstruos fue elogiada por Ingenito, ya que pensó que los jugadores debían usar las habilidades y la paciencia mientras jugaban, y que Evolve ha proporcionado recompensas satisfactorias para el jugador que supera con creces a los Cazadores, un sentimiento que se hizo eco de Strom. Lathi elogió al Espectro, que pensó alentó las tácticas de golpear y huir.  Sin embargo, Rowan pensó que el juego de Monstruos puede envejecer muy rápido. Además, notó que varios Monstruos se sintieron dominados, lo que hizo que Evolve se sintiera desequilibrado. Los controles del juego recibieron elogios. Marchiafava pensó que estaba inteligentemente diseñado, y lo aplaudió por su naturaleza accesible. Lathi escribió una declaración similar, pero pensó que la jugabilidad sería "difícil de dominar".  David Meikleham de GamesRadar alabó Evolve y su mecánica de disparar, pero se quejó de que la acción presentada en la pantalla puede llegar a ser demasiado caótica de manejar para los jugadores. Strom sintió que los modos de juego estaban desequilibrados en términos de diversión, y que ciertos modos de juego priorizaban la diversión para un equipo a cambio de la penalización del otro, y criticaba el hecho de que fuera de los vestíbulos privados con amigos, no puedes elegir cualquier modo de juego que no sea Caza.
El proceso de cazar al Monstruo fue elogiado. Ingenito pensó que el proceso de caza era tan tenso como la confrontación y el combate real entre los Cazadores y el Monstruo. Las cuatro clases también fueron aplaudidas por él, ya que consideró que las habilidades distantes entre las clases han logrado que los jugadores cooperen entre sí para lograr el éxito, y que tomen la decisión de elegir el personaje correcto como algo importante tácticamente. Esto también fue contradicho por Strom, quien sintió que el juego del cazador hasta encontrar al monstruo era "hueco", y generalmente solo consistía en dar vueltas en círculos. Marchiafava pensó que Evolve había entregado exitosamente una experiencia convincente mientras jugaba con otros jugadores. También se sorprendió por el equilibrio del juego entre el Monstruo y los Cazadores. Meikleham pensó que jugar con otros jugadores puede ser una experiencia emocionante, pero solo cuando los jugadores se comunican entre sí usando micrófonos. Rowan pensó que Evolve solo podía ofrecer una experiencia agradable cuando todos los jugadores jugaban cooperativamente, y la experiencia general se derrumbaría si uno de estos jugadores no lo hiciera. Lathi le gusta Evolve, en su gestión de los recursos, señalando la necesidad que los cazadores tienen de gestionar y conservar la energía para sus mochilas propulsoras (jetpacks). 
Los personajes Cazadores presentados en el juego recibieron elogios. Ingenito pensó que los Cazadores en el juego eran memorables, debido a su diálogo previo al juego, y pensó que el diálogo estaba bien escrito. Llamó a esto la "verdadera belleza" de Evolve. Rowan hizo eco de una declaración similar, llamando a la broma "encantador". Marchiafava pensó que el sistema de progresión ha hecho que las bromas entre personajes sean repetitivas porque los jugadores necesitan jugar continuamente para desbloquear personajes. Marchiafava comparó la narrativa desfavorablemente a la de Left 4 Dead, y pensó que no era lo suficientemente emergente.
El diseño de los mapas de Evolve recibió críticas mixtas. Ingenito pensó que Shear era un planeta "bellamente realizado", mientras que Marchiafava pensó que todos los mapas eran detallados y variados. VanOrd pensó que Turtle Rock había capturado con éxito una atmósfera inquietante, y aplaudió la verticalidad de los mapas. Lathi estuvo de acuerdo en que los mapas estaban bien diseñados. Sin embargo, los criticó por ser "homogéneos", ya que todos los mapas se sentían muy similares entre sí, y ninguno ofrecía una experiencia particularmente única que requería que los jugadores cambiaran sus tácticas. Añadió que la falta de variedad había reducido significativamente la capacidad de rejuvenecimiento de Evolve.  Meikleham hizo eco de una declaración similar, y agregó que los mapas son "sosos", y que no se veían diferentes entre sí.
El sistema de progresión recibió críticas. Ingenito pensó que era una adición innecesaria al juego. Añadió que el sistema de actualización le oculta mucho contenido de los jugadores, a menos que jueguen con bastante frecuencia. Lathi, sin embargo, afirmó que, después de desbloquear a cada personaje, se sentía menos motivado para seguir jugando.  LaBella pensó que el sistema no ofrece suficiente contenido y lo describió como "delgado".  Esto fue repetido por Strom, quien sintió que desbloquear a los personajes era una "rutina".

### Ventas
Evolve debutó en el lugar n.°1 en el ranking de ventas de software del Reino Unido; el primer título que 2K Games había publicado para ocupar el puesto número 1 desde marzo de 2013. Evolve fue el segundo juego más vendido en los Estados Unidos en febrero según NPD Group, solo detrás del juego portátil The Legend of Zelda: Majora's Mask 3D. Sin embargo, el conteo promedio de jugadores en Steam disminuyó significativamente desde el lanzamiento del juego. El recuento de jugadores aumentó un 15,930% y fue incluido como uno de los juegos más jugados de Steam después de su transición a un modelo de juego gratuito. Más de un millón de jugadores nuevos jugaron el juego después de la transición.
El analista financiero Doug Creutz, del Grupo Cowen (Cowen Group), estimó que solo se vendieron 300,000 copias físicas en el mes del lanzamiento de Evolve, y por su tasa de ventas actual, una cifra muy por debajo del promedio para la industria de los juegos triple A. Creutz afirmó que Evolve podría ser "un nicho demasiado amplio para llegar a un público amplio" y agregó que la recepción negativa de su plan de DLC ha obstaculizado considerablemente su éxito. A pesar de estas estimaciones, Karl Slatoff, presidente de Take-Two Interactive, afirmó que Evolve ha logrado un lanzamiento "increíblemente exitoso" y que la compañía estaba muy satisfecha con las ventas del juego. A partir de mayo de 2015, se enviaron 2.5 millones de copias del juego. El CEO de Take-Two Strauss Zelnick consideró la propiedad como una de sus franquicias "permanentes", uniéndose a Grand Theft Auto, BioShock y Red Dead.